# Abaristophora brevicornis
Abaristophora brevicornis är en tvåvingeart som beskrevs av Schmitz 1939. Abaristophora brevicornis ingår i släktet Abaristophora och familjen puckelflugor. Inga underarter finns listade i Catalogue of Life.